# Feio Sickinghe (1654-1696)
Jonker Feio IV Sickinghe, (22 oktober 1654 - ca. 1696) was een Ommelander edelman, heer van de Ludemaborg en premier collator van Usquert. Hij was luitenant-kolonel der infanterie en commandeur van de Langakkerschans. Samen met zijn broers Rudolph, Johan en Hindrik was hij een van de bestormers bij het Ontzet van Coevorden in 1672.
Hij was de vader van mr. Onno Sickinghe (1688-1756), burgemeester van de stad Groningen en drost der beide Oldambten.

## Leven
Sickinghe, telg uit het Groningse oud adellijke geslacht Sickinghe, werd op 22 oktober 1654 geboren als zoon van Feio Sickinghe (1610-1666), jonkheer en hoofdeling te Warffum en Sophia van Echten (overl. na juli 1673), telg uit het adellijke geslacht van Echten. Hij was een kleinzoon van joncker Johan en een jongere broer van de jonkers Rudolph en Johan.
Burchardus Keppelman werd in 1656 genoemd als zijn huisonderwijzer.
Feio was getrouwd met Elisabeth Tamminga (ca. 1655-1694), telg uit het adellijke geslacht Tamminga. Zij was voor Feio getrouwd geweest met Evert Lewe en Egbert Horenken van Dijksterhuis. Haar vader was Onno Tamminga (1614-1684), ontvanger generaal van de provincie Groningen en curator van de Groningse Hogeschool. Haar moeder was Elisabeth Rengers (1624-1684), telg uit het adellijke geslacht Rengers.
Samen met Elisabeth woonde Sickinghe op de Ludemaborg te Usquert. De borg was een van de vijf edele heerden in de rechtstoel Usquert. Elisabeth was geboren op de borg en erfde deze van haar haar vader na diens overlijden in 1684. Samen met Elisabeth kocht Feio twee extra ommegangen en zeven extra collaties.

In 1684 droeg Sickinghe al zijn heerlijkheden, gerechtigheden en collaties in het kerspel Zuidwolde over aan Frederick Coenders van Helpen, heer tot Beyum. Feio bezat nog in 1685 de zijlrechten van de Warffumborg te Warffum. In dat jaar sluit hij een overeenkomst met Louis Trip (1654-1698) over de bediening van de Warffumer schepperij en van de Usquerder eed.

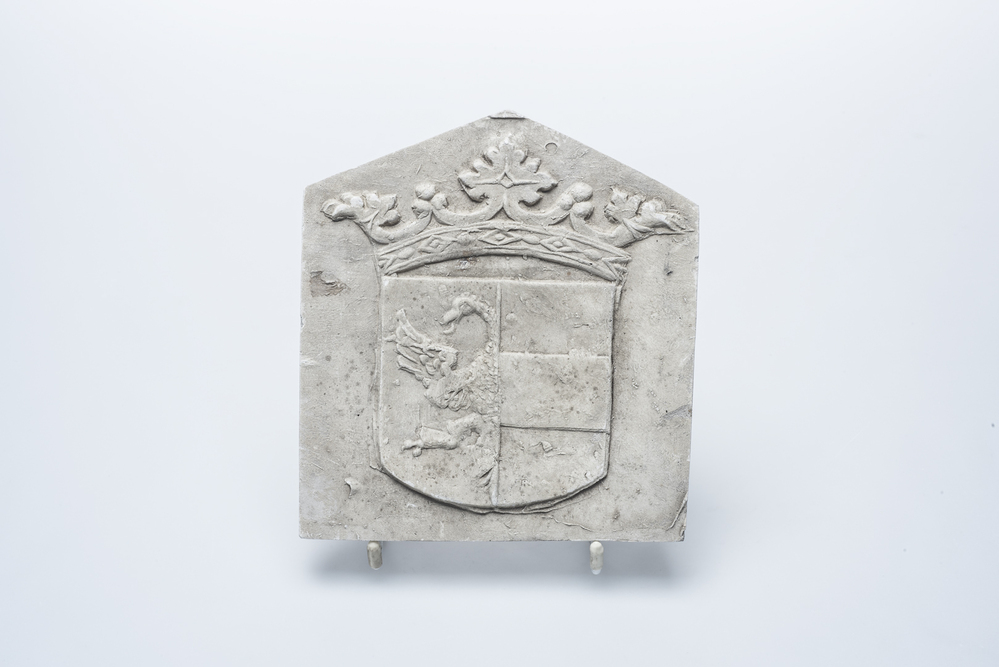
Gipsafgietsel van de kerkklok te Usquert met het wapen van Feio Sickinghe

Feio Sickinghe stond op 26 april 1669 ingeschreven als nobilis Omlandus in het Album van de Groningse Hoogeschool. Ook op 26 april 1670 stond hij ingeschreven als student aan de Rijksuniversiteit Groningen.

## Als militair

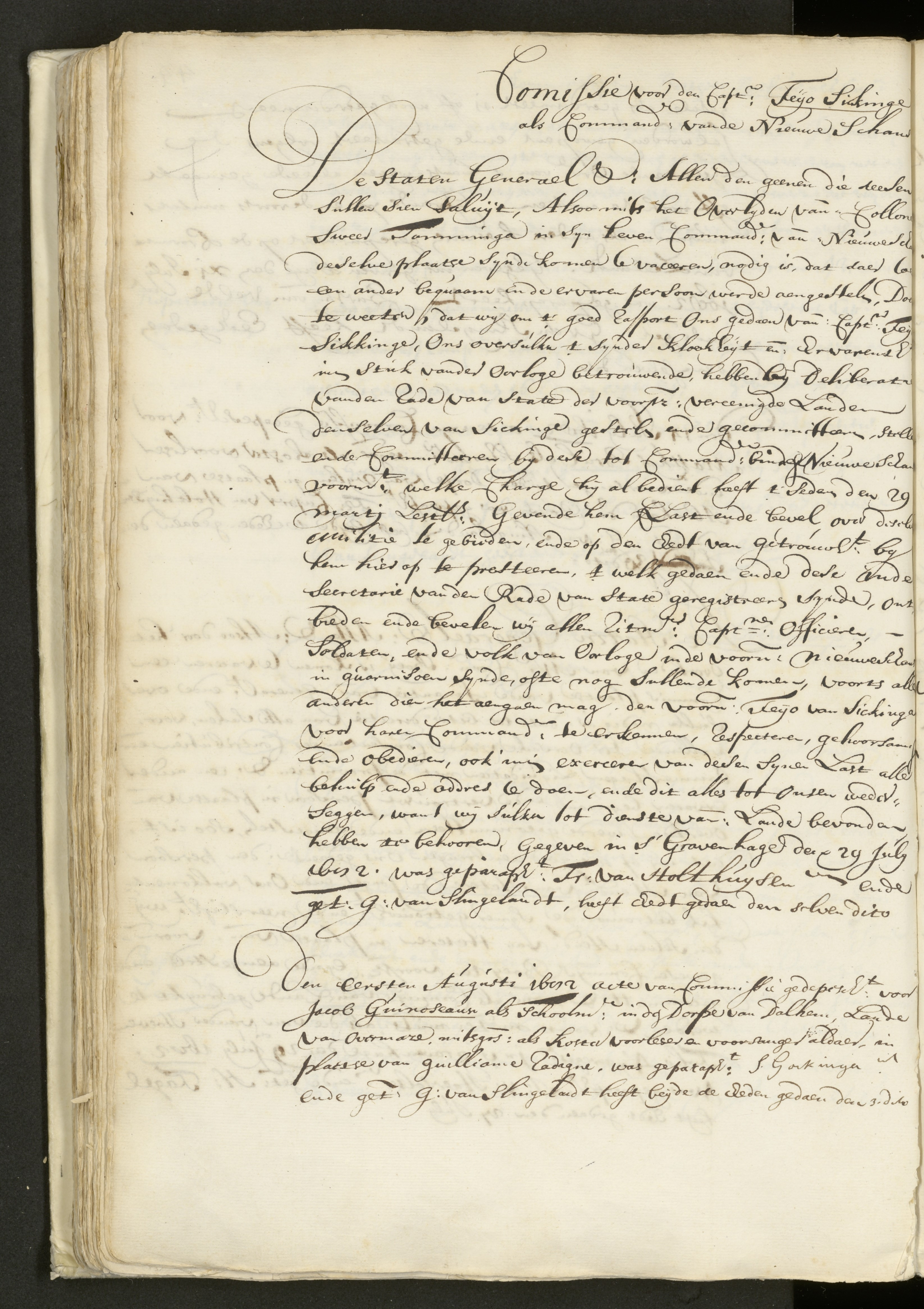
Feijo Sickinghe (1654-1696) in de commissieboeken van de Raad van State genoemd als 'Commandeur van de Nieuweschans' in 1682

Sickinghe was sinds 13 januari 1676 aangesteld als kapitein op de repartitie van Drenthe, in de plaats van kapitein Kuno Christoph von Dirckholts. Tussen 1678 en 1697 commandeerde hij een compagnie voetknechten.
Op 29 juli 1682 werd hij op de repartitie van Groningen aangesteld als sergeant-majoor in het regiment van kolonel Hendrik Losecaat. Hij naam de plaats in van Gerlach Verrucci. Ten minste op 19 mei 1685 commandeerde hij op de Langakkerschans. Sinds 19 juni 1686 was hij, als sergeant-majoor in het regiment van de Prins van Nassau-stadhouder, op de repartitie van Groningen, aangesteld tot luitenant-kolonel van het regiment van kolonel Barend Jan van Proth.
Op 21 juni 1690 was luitenant-kolonel Sickinghe commandeur van de Langakkerschans. Later zou ook zijn kleinzoon, Feijo Sickinghe (1718-1748); majoor der cavalerie in het regiment van Frederik III van Hessen-Homburg, commandeur van de vesting Langakkerschans worden.

### Ruiter bij het beleg van Coevorden

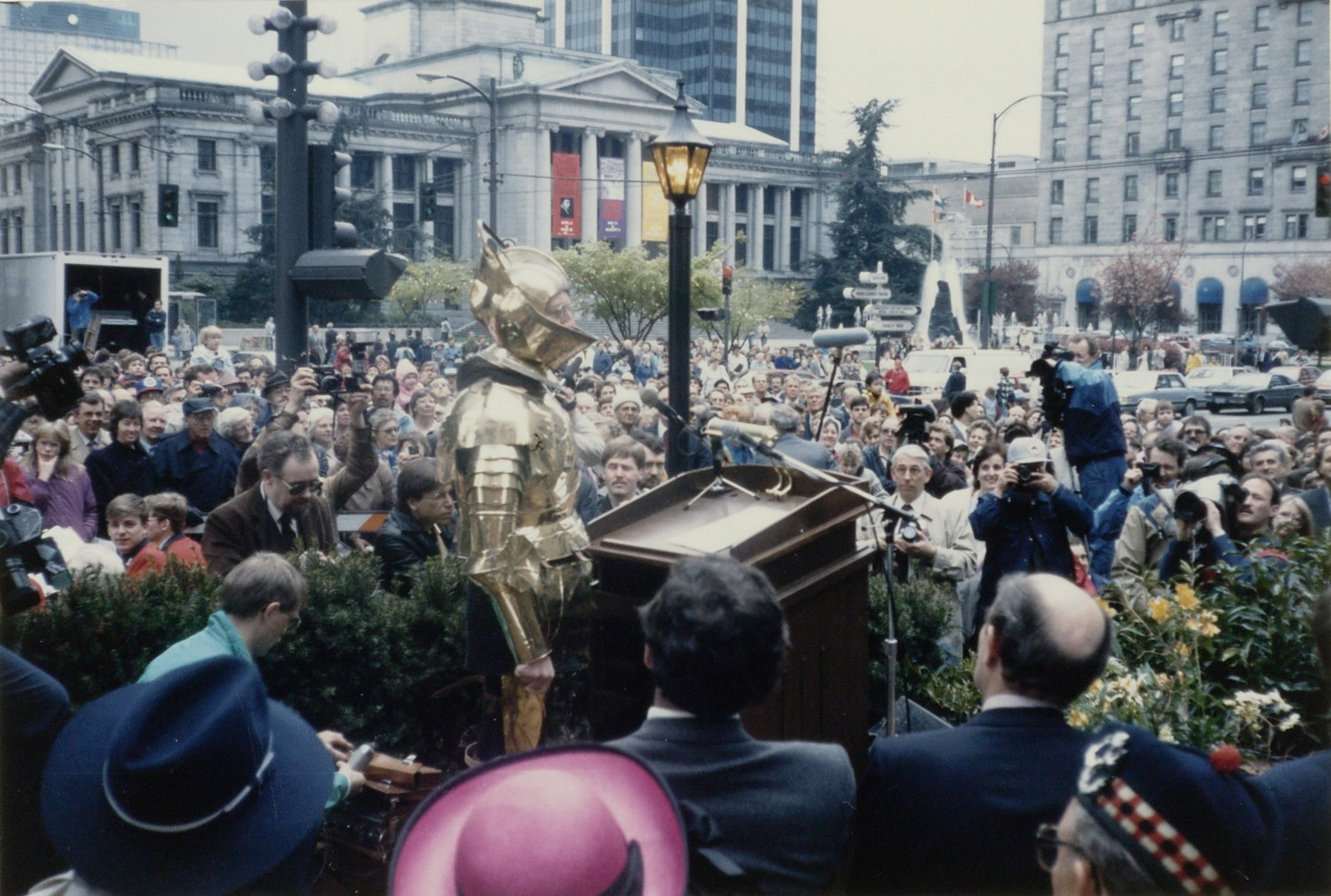
Toespraak van jhr. mr. Feyo Onno Joost Sickinghe (1926-2006) in harnas, voorstellende Feio Sickinghe, bij de viering van het 100-jarig bestaan van de stad Vancouver te Canada, 4 april 1986

Sickinghe nam op 18-jarige leeftijd vrijwillig deel aan het Ontzet van Coevorden in 1672. Hij deed dit samen met zijn broers Rudolph, Johan en Hindrik. Johan, destijds 23 jaar oud, was commandant (en majoor) van de cavalerie bij de aanval. De broers kregen de opdracht om het bastion Overijssel aan te vallen. Dit bastion lag het verste weg en was het meest riskant om aan te vallen. De ochtend van de aanval was het zeer mistig. Met een constructie van biezenmatten lukte het de aanvallers om dicht bij de vestingwal te komen. Johan, Rudolph en Hindrik beklommen als eerste de wal. Eenmaal over de wal heen werd van binnenuit de Friesche poort geopend. Feio kwam met de resterende cavalerie de vesting binnen gegaloppeerd. De verdedigende soldaten gaven zich over en zo werd op 30 december 1672 de 'onneembare vesting' Coevorden binnen een uur, mede door de broers Sickinghe, ontzet.
Als dank voor hun heldhaftige optreden komen de gebroeders Sickinghe voor op een zilveren penning die ter gelegenheid van de overwinning door de stad Groningen destijds geslagen werd. Daarnaast ontvingen de broers twee bijzondere ketel-trom's die deel uitmaakten van de oorlogsbuit. Feio werd tegen het einde van 1672 beloond met het kapiteinschap over een compagnie voetvolk ter repartitie van Stad en Lande.

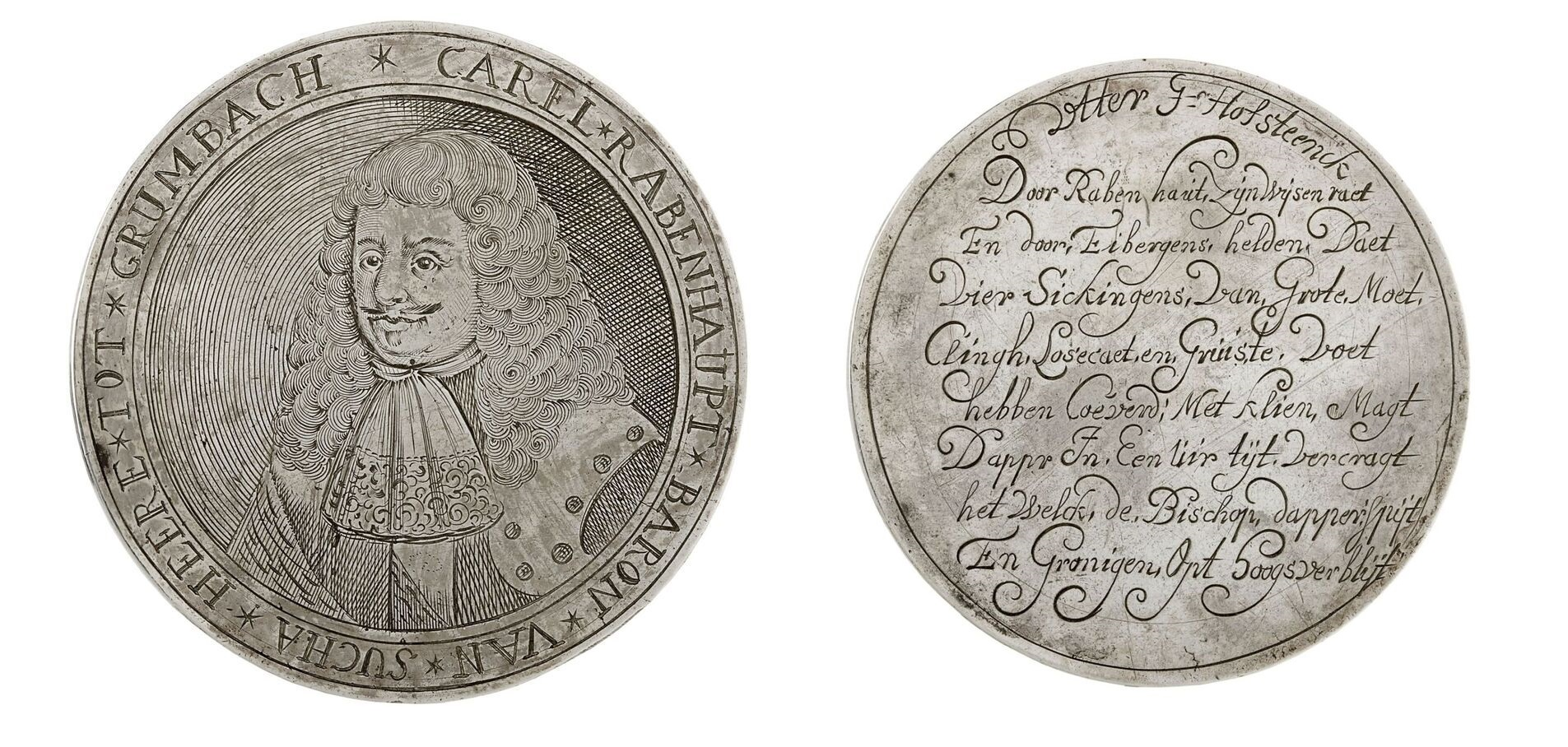
De zilveren munt uit 1672 met daarop genoemd 'Vier Sickingens van grote moet'.

## Als collator van Usquert
Sickinghe was premier collator van Usquert. In de Petruskerk van Usquert hangt een zeer oude klok, Catherina Hermannus genaamd. Deze klok zou uit 1405 komen en het opschrift in Latijn luidt: 'Als ik geluid worde kondig ik het goddelijke aan'. De andere klok is kleiner en komt uit 1690. Op de klok staan de namen van de kerkvoogden Harmen Knol en Pieter Cornelis. Daarnaast de tekst Soli deo Gloria, Leonard Walraven fecit 1690. Aan iedere zijde van de klok staat een wapen. Onder het wapen van het geslacht Sickinghe staat: Feio Sickinghe, Heer op Luidema en premier collator tot Usquert. Onder het andere: Esaias Hillenius, pastor. Daarnaast staat de naam van de gieter.

## Huwelijk en kinderen

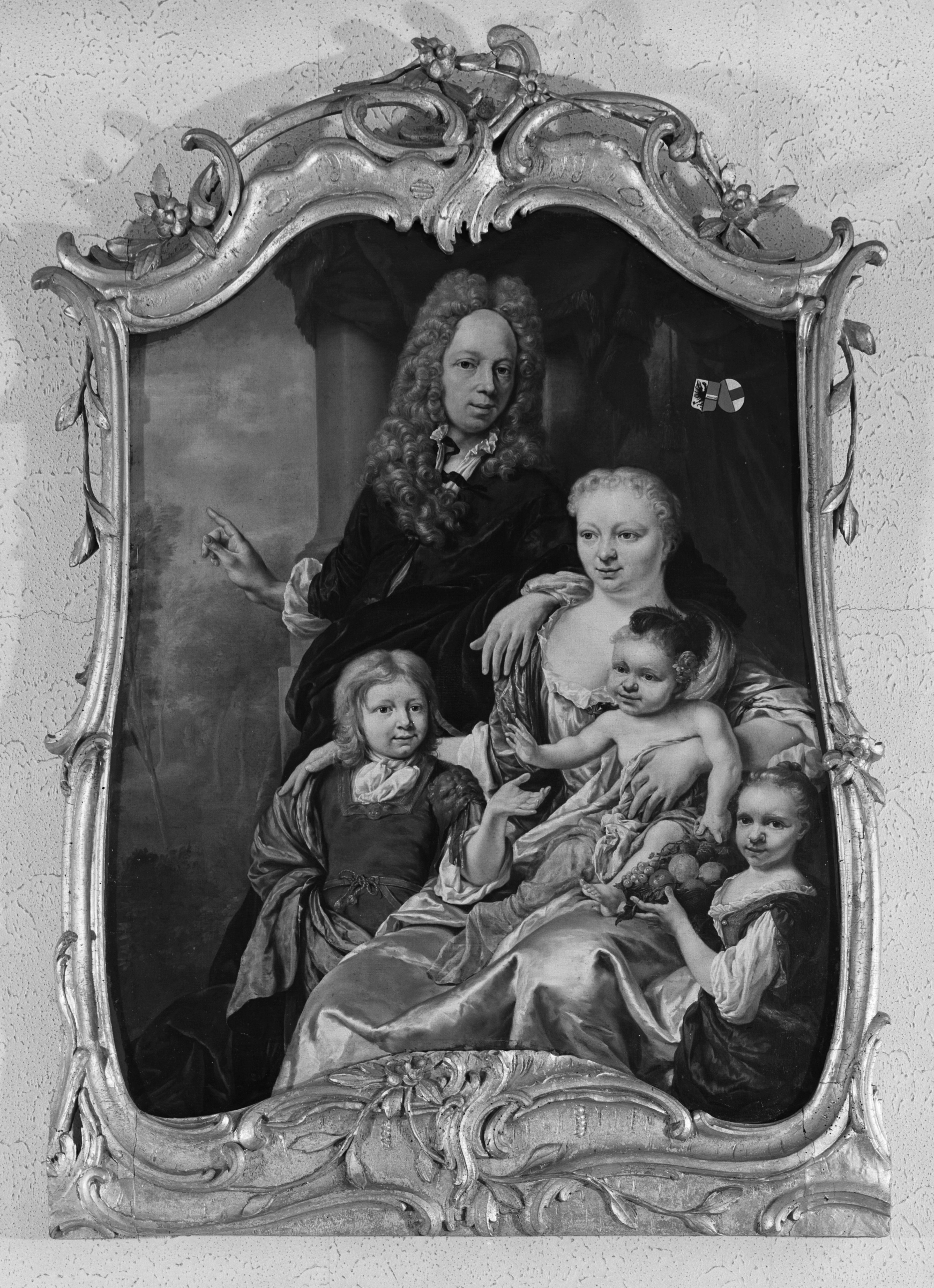
Portret van Onno Sickinghe, zoon van Feio, en zijn gezin rond 1725, geschilderd door Jan Abel Wassenbergh.

Sickinghe trouwde op 20 september 1680 met Elisabeth Tamminga (ca. 1655-1694). Samen kregen zij de volgende kinderen:
- Feio Doeco Sickinghe (1682), ongetrouwd overleden
- Elisabeth Susanna Sickinghe (1683), trouwde in 1705 met Joachim Canter, zoon van Bartholt Canter; hoofdeling te Groningen[7] Uit dit huwelijk 4 kinderen: Florentina, Sophia, Bartelt en Feyo.
- Sophia Sickinghe (geb. 1684), trouwde in 1705 met Daniel Jacob Gruys (1674), zoon van overste-luitenant Jacob Gruys, kapitein onder generaal von Rabenhaupt tijdens het Beleg van Coevorden
- Onno Tamminga Sickinghe (1685), jong overleden.
- mr. Onno Sickinghe, raadsheer, drost der beide Oldambten, munt- en burgemeester van de stad Groningen, afgevaardigde der Staten-Generaal, rentmeester van de stadsvenen[8], ordinaris en raadslid van de Admiraliteit van Friesland (1723-1729) en lid van de generaliteitsrekenkamer.

### Schutblad bijbel te Aduard
De hervormde gemeente Aduard bezit een bijbel met een schutblad waarop aantekeningen zijn gemaakt over Feio's huwelijk met Elisabeth Tamminga en de daaruit geboren kinderen. De bijbel lag zeer waarschijnlijk op de Ludemaborg. Op het blad schreef Sickinghe over zijn huwelijk bijvoorbeeld het volgende:
Den 20/30 Septemb. 1680 's nademiddach op drie uiren ben ick met mijn lieve vrouw tot Suidewolde door pastor Johannes Biencke gecopuliert en getrout, sulks tot Godts eere, daertoe verwaghtende syn segen en genaede.
Over de geboorte van zijn dochter Elisabeth Susanna schreef hij:
Den 14/24 Juny 1683 's nademiddagh Quartier nae twie uyren is mijn vrouw tot Groningen verlost van een jongen doghter en door suster Harthog te doope gepresentiert en is nae myn vrouws moeder en nae deselfs suster Alberda van Kniphuisen gedoopt door domine Selbagh Vrydagh s avonds in Martinikerk Elisabeth Susanna. Die Heere wil het segenen en tot syne Eeere en Heerlyckheyt doen leven en sterven.
Toen de Ludemaborg in 1700 geruild werd tegen het Huis te Aduard, verhuisde de bijbel zeer waarschijnlijk mee. De bijbel werd uiteindelijk geschonken aan de kerk te Aduard. 

## Trivia
- Op 4 april 1986 werd Feio Sickinghe te Canada (bij de 100-jarige viering van de stad Vancouver) in gouden harnas nagespeeld door een nazaat en naamgenoot van hem, te weten jhr. Feyo Onno Joost Sickinghe (1926-2006)[10]